# Гай Меламед
'Шон Вайсман (івр. גיא מלמד; нар. 21 грудня 1992, Раанана, Ізраїль) — ізраїльський футболіст, нападник клубу «Маккабі» (Хайфа).
Виступав, зокрема, за клуби «Маккабі» (Герцлія) та «Хапоель» (Беер-Шева).

## Клубна кар'єра
Вихованець футбольного клубу «Хапоель» (Кфар-Сава). У 2011 дебютував в основному складі.
У 2013 перейшов до «Маккабі» (Петах-Тіква), де провів чотири сезони.
У 2014 році на правах оренди приєднався до клубу «Маккабі» (Герцлія).
З 2017 по 2018 роки Меламед виступав у складі команди «Хапоель» (Беер-Шева). Наступні два сезони відіграв за «Маккабі» (Нетанья).
5 жовтня 2020 року Меламед приєднався до «Сент-Джонстона» на правах вільного агента, підписавши річний контракт. У червні 2021 року покинув «Сент-Джонстон» після закінчення терміну дії свого контракту.
У серпні 2021 року Меламед повернувся до рідної країни, підписавши контракт з «Бней Сахнін». Наступні два сезони відіграв за клуб «Хапоель» (Хайфа).
З 2025 року захищає кольори  клубу «Маккабі» (Хайфа). У складі якого став найкращим бомбардиром ізраїльської Прем'єр-ліга сезону 2024–25.

## Кар'єра в збірній
У 2022 році дебютував у складі національної збірної Ізраїлю.

## Родина
Меламед народився в Раанані, у сефардській єврейській родині.

## Досягнення
«Хапоель» (Беер-Шева)
- Чемпіон Ізраїлю: 2017–18

«Сент-Джонстон»
- Володар Кубка Шотландії: 2020–21[4]
- Володар Кубка шотландської ліги: 2020–21[5]

Індивідуальні
- Найкращий бомбардир чемпіонату Ізраїлю: 2024–25 (21 м'яч)[6]